# Paul Aeby
Paul Aeby (* 13. November 1841 in Windig; † 18. Juli 1898 in Onnens, heimatberechtigt in Freiburg im Üechtland) war ein Schweizer Politiker (CVP).

## Leben
Aeby studierte Rechtswissenschaften in Freiburg und Bonn und lizenzierte im Jahre 1863. Anschliessend war er bis 1867 als Praktikant in der Kanzlei seines Schwiegervaters tätig. Er gründete, zusammen mit seinem Vetter Hippolyte de Weck, die Bank Weck-Aeby im Jahre 1867 und leitete diese auch.
1866 wurde Aeby in den Grossen Rat des Kantons Freiburg gewählt und hatte dort bis 1898 Einsitz. Von 1886 bis 1895 amtete er als Stadtammann von Freiburg. In den Jahren 1881 und 1883, als Nachfolger des verstorbenen Laurent Chaney, bis 1898 war er im Nationalrat.
Gemeinsam mit seinem Schwager Georges Python setzte er sich für die Gründung der Universität Freiburg ein, sowie für den Bau der Simplonlinie. Ebenso lancierte er als Urheber die sogenannte Beutezug-Initiative, welche jedoch von der Bevölkerung abgelehnt wurde. Sie sah vor, dass ein Teil der Zolleinnahmen an die Kantone gelangen sollte.
In der Schweizer Armee war er Major.